# اریک الموسنینو
اریک الموسنینو (فرانسوی: Éric Elmosnino‎؛ زادهٔ ۲ مهٔ ۱۹۶۴) بازیگر و آهنگساز اهل فرانسه است. وی بیشتر به خاطر بازی در فیلم گنزبور: یک زندگی قهرمانانه مشهور است که به خاطر آن، جایزه سزار بهترین بازیگر مرد را برد. از دیگر فیلم‌هایی که وی در آن نقش داشته‌است، می‌توان اواخر اوت، اوایل سپتامبر، اگر من یک پسر بودم و لئا را نام برد. این بازیگر از سال ۱۹۸۵ میلادی تاکنون مشغول فعالیت بوده‌است. 